# Geprüfter Bilanzbuchhalter
Geprüfter Bilanzbuchhalter ist ein in Deutschland anerkannter Weiterbildungsabschluss, der nach einer erfolgreich absolvierten kaufmännischen Aufstiegsfortbildung gemäß Berufsbildungsgesetz vergeben wird. Die bundeseinheitliche Prüfung erfolgt auf Grundlage einer besonderen Rechtsverordnung (BibuBAProFPrV) vor dem Prüfungsausschuss einer Industrie- und Handelskammer (IHK). Nach der IHK-Weiterbildungsstruktur handelt es sich um einen Abschluss auf Meisterebene, der dem eines Fachkaufmanns entspricht. Die englische Bezeichnung des Titels ist Bachelor Professional of Accounting (CCI). Seit Januar 2021 mit der Einführung des Bachelor Professional bekommen Absolventen ein Zeugnis mit dem Titel Bachelor Professional in Bilanzbuchhaltung ausgestellt.

## Bildungsniveau
Der Deutsche Qualifikationsrahmen (DQR) ordnet den Geprüften Bilanzbuchhalter dem Niveau 6 zu und bewertet den Abschluss hinsichtlich seines Anspruchsniveaus damit als gleichwertig zum Bachelor.

## Arbeitsgebiete und Aufgaben
Geprüfte Bilanzbuchhalter sind qualifiziert, insbesondere folgende branchenübergreifende Aufgaben wahrzunehmen:
- Gewährleisten der Organisation und Funktion des betrieblichen Finanz- und Rechnungswesens
- Erstellen von Zwischen- und Jahresabschlüssen und des Lageberichts nach nationalem Recht sowie von Abschlüssen nach internationalen Standards
- Berichterstattung, Auswerten und Interpretieren des Zahlenwerkes für Planungs- und Kontrollentscheidungen,
- Planung und Abwicklung finanzwirtschaftlicher Vorgänge sowie unternehmensrelevante Aufgaben unter Beachtung volkswirtschaftlicher Zusammenhänge
- Betreuung und Verwaltung der Personalverwaltung eines Betriebes

## Rechtsgrundlagen
Der Geprüfte Bilanzbuchhalter kann aufgrund der Rechtsverordnung des Bundes vom 18. Dezember 2020 in einer öffentlich-rechtlichen Prüfung vor einer zuständigen Stelle nachgewiesen werden. 1990 wurden die bisherigen kammerrechtlichen Regeln von einer bundeseinheitlichen Rechtsverordnung des Bildungsministeriums abgelöst. 2007 wurde diese durch eine neue Verordnung ersetzt, in der unter anderem internationale Bilanzierungsstandards zusätzliche Berücksichtigung fanden (BilBuchhPrV). Die Verordnung wurde 2015 ersetzt durch die Bilanzbuchhalterprüfungsverordnung (BibuchhFPrV) und diese wiederum 2020 durch die Verordnung über die Prüfung zum anerkannten Fortbildungsabschluss Geprüfter Bilanzbuchhalter und Geprüfte Bilanzbuchhalterin-Bachelor Professional in Bilanzbuchhaltung (BibuBAProFPrV).
Mit bestandener Prüfung dürfen Bilanzbuchhalter gemäß § 8 Abs. 4 StBerG damit werben und Hilfeleistungen in Steuersachen anbieten, wobei ihnen Beschränkungen durch § 6 Nr. 3 und Nr. 4 StBerG auferlegt sind. Sie dürfen im Gegensatz zum Steuerberater und zu den selbständigen Bilanzbuchhaltern in Österreich und der Schweiz keine Buchführung einrichten und keinen Jahresabschluss aufstellen. Die Bundesregierung hat am 19. September 2007 über den Entwurf eines 8. Steuerberatungsänderungsgesetzes beraten. Von einer zunächst geplanten Befugniserweiterung geprüfter Bilanzbuchhalter bei der Vornahme von Umsatzsteuer-Voranmeldungen wurde nach Interventionen der Steuerberaterverbände Abstand genommen.

## Prüfungszulassung
Zur Prüfung kann zugelassen werden, wer
- eine mit Erfolg abgelegte Abschlussprüfung in einem anerkannten kaufmännischen (z. B. Steuerfachangestellter) oder verwaltenden Ausbildungsberuf und danach eine mindestens dreijährige Berufspraxis oder
- eine mit Erfolg abgelegte Abschlussprüfung als Fachwirt oder Geprüfter Betriebswirt und danach eine mindestens dreijährige Berufspraxis oder
- ein mit Erfolg abgelegtes wirtschaftswissenschaftliches Studium an einer Hochschule oder einen betriebswirtschaftlichen Diplom- oder Bachelor-Abschluss einer staatlichen oder staatlich anerkannten Berufsakademie oder eines akkreditierten betriebswirtschaftlichen Ausbildungsganges einer Berufsakademie und danach eine mindestens einjährige Berufspraxis oder
- eine mindestens fünfjährige Berufspraxis

nachweist. Die Berufspraxis muss inhaltlich wesentliche Bezüge zum betrieblichen Finanz- und Rechnungswesen haben.
Die Prüfung gliedert sich in einen schriftlichen sowie in einen mündlichen bzw. berufspraktischen Teil.
Nach erfolgreich abgelegter Prüfung vergibt die prüfende Stelle den öffentlich-rechtlich anerkannten Abschluss zum Geprüften Bilanzbuchhalter – Bachelor Professional in Bilanzbuchhaltung.

## Rahmenplan
| Lehrinhalte                                                                                   | Empfohlene Anzahl der Unterrichtsstunden |
| --------------------------------------------------------------------------------------------- | ---------------------------------------- |
| 0. Lern- und Arbeitsmethodik                                                                  | 10                                       |
| 1. Geschäftsvorfälle erfassen und nach Rechnungslegungsvorschriften zu Abschlüssen führen     | 240                                      |
| 2. Jahresabschlüsse aufbereiten und auswerten                                                 | 80                                       |
| 3. Betriebliche Sachverhalte steuerlich darstellen                                            | 170                                      |
| 4. Finanzmanagement des Unternehmens wahrnehmen, gestalten und überwachen                     | 80                                       |
| 5. Kosten- und Leistungsrechnung zielorientiert anwenden                                      | 80                                       |
| 6. Ein internes Kontrollsystem sicherstellen                                                  | 30                                       |
| 7. Kommunikation, Führung und Zusammenarbeit mit internen und externen Partnern sicherstellen | 90                                       |
| Summe                                                                                         | 780                                      |

## Fortbildungsdauer
Der DIHK-Rahmenplan empfiehlt für die Fortbildung zum Geprüften Bilanzbuchhalter einen Unterrichtsumfang von 780 Unterrichtsstunden. Bildungsträger bieten Prüfungsvorbereitungskurse sowohl in Vollzeit, berufsbegleitend zwischen 3½ und 24 Monaten sowie auch als Fernlehrgang an; für die Zulassung zur Prüfung ist die Teilnahme an einem Vorbereitungskurs allerdings nicht verpflichtend. Teilnehmer können zur Förderung der Fortbildungskosten und Prüfungsgebühren Leistungen über das Aufstiegsfortbildungsförderungsgesetz („Aufstiegs-BAföG“) beantragen.